# ISO 3166-2:MO
Kódy ISO 3166-2 pro Macao neidentifikují žádné regiony.